# Assemblée nationale (Koweït)
Pour les autres articles nationaux ou selon les autres juridictions, voir Assemblée nationale.
Assemblée actuellement dissoute
Bâtiment de l'Assemblée nationale
L'Assemblée nationale (en arabe : مجلس الأمة, Majles Al-Ommah) est le parlement monocaméral de l'État du Koweït. Elle siège dans le bâtiment de l'Assemblée nationale à Koweït, la capitale du pays.
Elle est composée de cinquante membres élus au scrutin direct via un scrutin à vote unique transférable ; le pays est divisé en cinq circonscriptions électorales de dix sièges chacune. Il n'y a pas de parti politique officielle au Koweït, les candidats sont donc tous étiquetés comme indépendants. Une fois élus, les membres forment généralement des groupes parlementaires informels. Les membres du gouvernement siègent à l'Assemblée nationale en tant que membre de droit.
Même si les clés du pouvoir restent essentiellement aux mains de la famille régnante Al-Sabah, le Koweït est une des rares monarchies du Golfe dotée d’un parlement influent. Toutefois, avec l'arrivée au pouvoir de l'émir Mechaal Al-Ahmad Al-Jaber Al-Sabah, fin 2023, le pays a pris un virage autoritaire. Le 10 mai 2024, six mois après les élections, le parlement est dissous, sans que de nouvelles élections soient prévues, et plusieurs articles de la constitution ont été suspendus pour une durée de quatre ans,.

## Composition

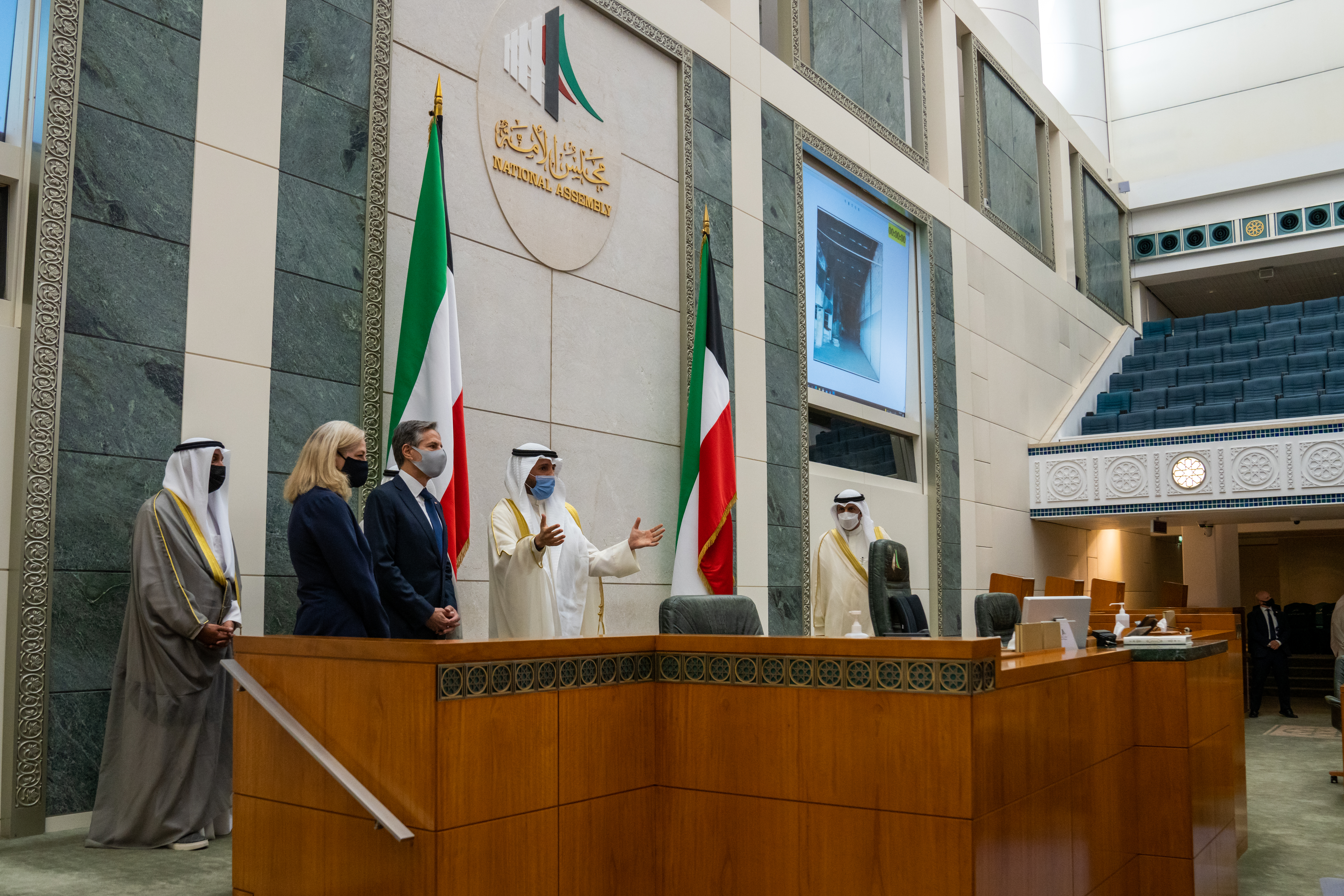
Photographie de la tribune du président de l'Assemblée nationale dans l'hémicycle.

L'Assemblée nationale est composée de 50 à 65 membres dont 50 élus pour quatre ans au vote unique non transférable dans cinq circonscriptions de dix sièges chacune. Chaque électeur vote dans sa circonscription pour un candidat, et les dix candidats ayant recueilli le plus de voix dans chacune d'elles sont déclarés élus. Le Koweït est une démocratie non partisane où il n'existe pas de parti politique, tous les candidats se présentent donc en indépendant, et forment ensuite des groupes parlementaires informels.
L'assemblée possède d'un nombre variable de parlementaires ex officio  en raison de l'incorporation des membres du gouvernement, qui en sont membres de droit. Le Premier ministre doit cependant obligatoirement être l'un des députés élu, et le nombre de membres du gouvernement — Premier ministre compris — est limité au tiers du total des parlementaires élus au scrutin direct, soit 16 membres, ce qui porte le total maximal des membres de l'assemblée à 65. Les membres du gouvernement obtiennent le droit de participer aux votes de l'assemblée, à l'exception des motions de confiance. Les députés élus sont également concernés par cette limitation s'ils deviennent membres du gouvernement, mais redeviennent simples députés s'ils le quittent,.

## Féminisation
Les femmes obtiennent le droit de vote en 2005. Aucune des femmes candidates ne remportent de siège pour les élections législatives de 2006 et de 2008. À la suite des élections anticipées de 2009, quatre femmes — Aseel al-Awadhi, Rola Dashti, Massouma al-Mubarak et Salwa al-Jassar — sont élues pour la première fois à l'Assemblée nationale,